# روبر واسیژ
روبر واسیژ (فرانسوی: Robert Waseige‎; ۲۶ اوت ۱۹۳۹ – ۱۷ ژوئیهٔ ۲۰۱۹) بازیکن و مربی فوتبال اهل بلژیک بود.
از باشگاه‌هایی که در آن بازی کرده‌است می‌توان به باشگاه فوتبال خنک اشاره کرد.